# Nyctemera galbana
Nyctemera galbana är en fjärilsart som beskrevs av Swinhoe 1903. Nyctemera galbana ingår i släktet Nyctemera och familjen björnspinnare. Inga underarter finns listade i Catalogue of Life.